# باري ساندرز
باري ساندرز (بالإنجليزية: Barry Sanders) (و. 1968  م) هو لاعب كرة قدم أمريكية، من الولايات المتحدة، ولد في ويتشيتا، يلعب كراكض للخلف ‏.

## التعليم
تعلم في Wichita North High School ‏.

## جوائز
حصل على جوائز منها:
- قاعة مشاهير محترفي كرة القدم.

## وصلات خارجية
- باري ساندرز على موقع مرجع كرة القدم المحترفة.كوم (الإنجليزية)
- باري ساندرز على موقع كلية كرة القدم في سبورتس رفرنس.كوم (الإنجليزية)
- باري ساندرز على موقع قاعة كنساس للمشاهير الرياضية (مؤرشف) (الإنجليزية)

- باري ساندرز على موقع IMDb (الإنجليزية)
- باري ساندرز على موقع الموسوعة البريطانية (الإنجليزية)
- باري ساندرز على موقع إن إن دي بي (الإنجليزية)
- باري ساندرز على موقع قاعدة بيانات الفيلم (الإنجليزية)